# Случајна променљива
Случајна променљива, такође позната као рандомна променљива, рандомни квантитет или стокастичка променљива је функција дефинисана на ансамблу могућих исхода случајног процеса. Формални математички третман рандомне променљиве је тема теорије вероватноће. У том контексту, случајна променљива се схвата као мерљива функција дефинисана на простору елементарних исхода чији исходи су типично реални бројеви.
Постоје два основна типа случајних променљивих: дискретне и непрекидне. Дискретне случајне променљиве пресликавају исходе из пребројивог скупа исхода у скуп вероватноћа (већих од или једнаких 0). Непрекидне случајне променљиве пресликавају непребројиви скуп исхода у функцију дефинисану на неком бесконачном домену (обично на скупу реалних бројева). Најчешће је вероватноћа сваког појединачног исхода непрекидне случајне променљиве 0, док је вероватноћа да променљива узме вредност из неког интервала позитивна. Могућа је и комбинација ова два типа.
Случајна променљива може имати векторску вредност {\displaystyle \scriptstyle \mathbb {R} ^{n}} или {\displaystyle \scriptstyle \mathbb {C} ^{n}}, и у том случају говоримо о вектору исхода: {\displaystyle \ \scriptstyle \ X\ :\ \omega \ \mapsto \ X(\omega )\in \mathbb {R} ^{n}} или {\displaystyle \scriptstyle \ X\ :\ \omega \ \mapsto \ X(\omega )\in \mathbb {C} ^{n}}. Ако случајна променљива узима вредности из скупа функција дефинисаних у временском домену (на пример, шум радио-сигнала, секвенца лото бројева) говоримо о стохастичком процесу.
Игре на срећу су блиско повезане са случајним исходима (резултат бацања коцке, исход бацања новчића, окретања рулета...). Однос између случајног исхода и добитка у играма на срећу се заснива на функцијама теорије вероватноће. Случајним променљивима се придружује величина (метрика).
 Нека је {\displaystyle \ \scriptstyle (\Omega ,{\mathcal {F}},\mathbb {P} )} простор елементарних исхода и {\displaystyle \ \scriptstyle (E,{\mathcal {E}})} метрички простор. Случајна променљива {\displaystyle \ \scriptstyle \Omega } {\displaystyle \ \scriptstyle E} је свака метричка функција {\displaystyle \ \scriptstyle X\ } аргумента {\displaystyle \ \scriptstyle \Omega } која даје резултат у простору {\displaystyle \ \scriptstyle E}. 
Услов „мерљивости“ {\displaystyle \ \scriptstyle X} обезбеђује да слика {\displaystyle \ \scriptstyle X} сваког елемента {\displaystyle \ \scriptstyle B} скупа {\displaystyle \ \scriptstyle {\mathcal {E}}} има придружену вероватноћу и дозвољава дефинисање мере вероватноће, која се дефинише изразом:
{\displaystyle \mathbb {P} _{X}(B)=\mathbb {P} \left(X^{-1}(B)\right)=\mathbb {P} \left(X\in B\right).}
 Функција {\displaystyle \ \scriptstyle \mathbb {P} _{X}} се назива расподелом вероватноће случајне променљиве {\displaystyle \ \scriptstyle X\ }.

## Дефиниција
Случајна променљива {\displaystyle X\colon \Omega \to E} је мерљива функција из скупа могућих исхода {\displaystyle \Omega } до мерљивог простора {\displaystyle E}. Техничка аксиоматска дефиниција захтева да {\displaystyle \Omega } буде простор могућих исхода троструке вероватноће (погледајте теоретску дефиницију мере). Обично {\displaystyle X} има реалну вредност (тј. {\displaystyle E=\mathbb {R} }).
Вероватноћа да {\displaystyle X} поприма вредност у мерљивом скупу {\displaystyle S\subseteq E} се записује као:
{\displaystyle \operatorname {Pr} (X\in S)=P(\{\omega \in \Omega |X(\omega )\in S\})},
где је {\displaystyle P} мера вероватноће унутар {\displaystyle \Omega }.

### Стандардни случај
У многим случајевима, {\displaystyle E=} {\displaystyle \mathbb {R} }. У неком контекстима, термин рандомни елемент (погледајте наставке) се користи за означавање случајне променљиве која није овог облика.
Кад је имиџ (или опсег) од {\displaystyle X} коначан или пребројив скуп, случајна промељива се назива дискретном случајном промељивом‍:399 а њена дистрибуција се може описати помоћу функције вероватноће која приписује вероватноћу свакој вредности у имиџу од {\displaystyle X}. Ако је имиџ непребројиво бесконачан онда се {\displaystyle X} назива континуираном случајном промељивом. У специјалном случају да је она апсолутно континуирана, њена расподела се описује функцијом густине вероватноће, која приписује вероватноће интервалима; конкретно, свака појединачна тачка мора нужно имати нулту вероватноћу за апсолутно непрекидну случајну променљиву. Нису све континуиране случајне променљиве апсолутно континуиране, на пример дистрибуција смеше. Такве случајне променљиве се не могу описати густином вероватноће или функцијом вероватноће.
Свака случајна променљива може се описати њеном кумулативном расподелом вероватноће, која описује вероватноћу да ће случајна промељива бити мања или једнака од одређене вредности.